# Montifeno
Montifeno est une commune rurale malgache située dans la partie centre-est de la région d'Atsimo-Andrefana.